# أنغريف
أنغريف هي قرية مغربية صغيرة تقع في إقليم طاطا. ينتمي دوار أنغريف إلى الجماعة القروية أم الكردان.